# Mélusine Mayance
Mélusine Mayance (Parigi, 21 marzo 1999) è un'attrice francese.
È una bambina-prodigio attrice famosa per aver interpretato la parte di Lisa in Ricky - Una storia d'amore e libertà del 2009 e Sarah Starzynski nel film del 2010 La chiave di Sara.

## Filmografia

### Cinema
- Ricky - Una storia d'amore e libertà (Ricky), regia di François Ozon (2009)
- La chiave di Sara (Elle s'appelait Sarah), regia di Gilles Paquet-Brenner (2010)
- Michael Kohlhaas, regia di Arnaud des Pallières (2013)

### Televisione
- Vive les vacances! - serie TV, 6 episodi (2009)
- Les associés, regia di Alain Berliner - film TV (2009)
- La Peau de chagrin, regia di Alain Berliner - film TV (2010)
- Un soupçon d'innocence, regia di Olivier Péray - film TV (2011)
- Bouquet final, regia di Josée Dayan - film TV (2011)

## Doppiatrici italiane
- Bianca Portone in Ricky - Una storia d'amore e libertà
- Sara Labidi in La chiave di Sara